# Micropogonias undulatus
Micropogonias undulatus, conhecida popularmente como corvina,  é uma espécie de peixe marinho que pode ser encontrada desde os Estados Unidos até o estado brasileiro do Rio de Janeiro. Chega a medir até 80 cm de comprimento e tem o dorso dourado com estrias negras. É também conhecida como corvina-brasileira, corvina-de-linha, cururuca, cururuca-lavrada ou rabeta-brasileira.